# Ould el-Hamra-moskee
De Ould el-Hamra-moskee is een moskee in de medina van Casablanca, voor het eerst gebouwd in 1789. Samen met de Ettedgui-synagoge en de Kerk van San Buenaventura is het een van de drie gebouwen die de drie Abrahamitische religies vertegenwoordigen op een ruimte van 250 m² in de medina .

## Geschiedenis
Het werd in 1789 gebouwd onder Sultan Mohammad III bin Abdellah. Casablanca was één van een aantal steden (waaronder Essaouira, Marrakesh en Rabat) die Sultan Mohammad III nieuw leven inblies na de aardbeving van 1755. De historicus Abdallah Laroui noemde de sultan "de architect van het moderne Marokko".
Het onderging renovaties onder Sultan Hassan I in 1892.
Het onderging restauratiewerkzaamheden onder toezicht van het Ministerie van Islamitische Zaken op 14 mei 2010. Koning Mohammed VI huldigde de moskee na de restauratie in met een preek op vrijdag 16 december 2016.

## Architectuur
De architectuur van de moskee is Moors. De gebedsruimte biedt plaats aan 1.500 personen.